# Меркадо, Патрик
Па́трик Кле́йвер Мерка́до Альтамира́но (исп. Patrik Kleiver Mercado Altamirano; род. 31 июля 2003, Тена) — эквадорский футболист, полузащитник клуба «Индепендьенте дель Валье».

## Клубная карьера
Меркадо — воспитанник клуба «Индепендьенте дель Валье». 30 мая 2022 года в матче против «9 октября» он дебютировал в эквадорской Примере. В том же году Меркадо помог команде завоевать Южноамериканский кубок. 20 мая 2023 года в поединке против «Депортиво Куэнка» Патрик забил свой первый гол за «Индепендьенте дель Валье». 

## Международная карьера
В 2023 году в составе молодёжной сборной Эквадора Меркадо принял участие в молодёжном чемпионате Южной Америки в Колумбии. На турнире он сыграл в матчах против сборных Чили, Боливии, Бразилии, Колумбии, Венесуэлы и дважды Уругвая.

## Достижения
Клубные
 «Индепендьенте дель Валье»
- Обладатель Южноамериканского кубка — 2022